# José Justo Montiel
José Justo Montiel (1824-1899) fue un destacado pintor veracruzano del siglo XIX cuya obra se basó principalmente en retratos, naturalezas muertas y paisajes y cuya obra se conoció muchos años después de su muerte ya que en vida se mantuvo marginado de los círculos sociales capitalinos debido a que era un pintor de provincia y su postura conservadora y alineada con el clero. La obra del maestro Montiel fue legada a la Universidad Veracruzana quien la exhibe actualmente en el Museo de arte del Estado de Veracruz en la ciudad de Orizaba.

## Primeros años
Nació el 5 de agosto de 1824 en la Hacienda de Tecamalucan, localidad del municipio de Acultzingo, en aquellos entonces perteneciente al Cantón de Orizaba, en el estado de Veracruz. A los 14 años inició sus estudios de dibujo y pintura en el Colegio Preparatorio de Orizaba con el también maestro orizabeño Gabriel Barranco. La primera pintura firmada y fechada por Montiel data de 1844 y es un retrato del maestro Barranco. 
Fue rechazado por la Academia de San Carlos en 1847 y en los primeros años de 1850 abrió una escuela de dibujo en Léon Guanajuato. En 1856, viajó a México llevando varias obras para exposición a la Academia hasta que finalmente fue aceptado en 1858 donde fue alumno del maestro catalán Pelegrín Clavé, quien fue uno de los artífices de la pintura en México del siglo XIX. Su obra fue criticada duramente por el periódico "El Heraldo" saliendo en su defensa un crítico de nombre Tomás Zuleta de Chico del periódico "El siglo XIX".

## Madurez artística
En 1860 regresó a Orizaba donde instaló su taller y por donde pasaron muchos personajes de la sociedad veracruzana quienes fueron retratados hábilmente por el pintor en un tiempo en que la fotografía todavía no comenzaba a popularizarse. 
Permaneció sus últimos años en Orizaba en donde murió en 1899.

## Legado póstumo
La obra de Montiel se dio a conocer en la Ciudad de México, 43 años después de su muerte en el año de 1942, a través de la galería de arte "Decoración", en una época en que se comenzó a revalorar el arte del siglo XIX en los estados de la república. Dos años después, se expusieron varias obras del pintor junto a otros maestros veracruzanos. 

## Actualidad
La obra del maestro Montiel ha sido poco difundida fuera del Estado de Veracruz, debido a ello, en el año 2013 se organizó una exposición de 48 obras del maestro en el Palacio de Iturbide en la Ciudad de México, dichas obras son exhibidas permanentemente en el Museo de arte del Estado de Veracruz en la ciudad de Orizaba.
En marzo de 2014 se expusieron sus obras en la Casa del Mayorazgo de San Miguel de Allende.